# Сербська Автономна Область Країна
Сербська Автономна Область Країна (серб. Srpska autonomna oblast Krajina / Српска аутономна област Крајина) або САО Країна — самопроголошена сербська автономна область у Хорватії. Існувала у 1990-1991 рр. і згодом була включена в Республіку Сербська Країна.

## Історія
У жовтні 1990 р. САО Книнська Країна охоплювала Спільноти муніципалітетів Північної Далмації і Ліки. Асоціація автономних сербських муніципалітетів незабаром почала створювати свої власні інститути управління, включаючи Сербську національну раду — місцевий парламент.
Спочатку очікувалося, що Франьо Туджман зробить Хорватію національною державою в рамках Югославії після демократичних реформ та децентралізації. Коли очікування не відбулися, вони захотіли бути незалежними від Хорватії і залишатися в рамках міні-Югославії, пропонованої в рамках ініціативи Белграда.
28 лютого 1991 було офіційно оголошено САО Країна. Республіка оголосила, що вона планує відокремитися від Хорватії, якщо Хорватія вийде зі складу Югославії. 
Сербська національна рада 16 березня 1991 оголосила Країну незалежною від Хорватії, але в межах СФРЮ. Деякі лідери заявляли, що Країна має бути частиною Сербії. 12 травня 1991 було проведено референдум про вихід з Хорватії. Країна була визнана незалежною від Хорватії, але в межах СФРЮ. Вона мала бути анексована Сербією.
Незабаром розпочався конфлікт між сербами Країни і хорватським урядом. Після проголошення незалежності Словенії і Хорватії відбулася ескалація насильства, Югославська народна армія (ЮНА) зайняла САО Східна Славонія, Бараня і Західний Срем та САО Західна Славонія. Контрольована сербами територія становила третину Хорватії.
19 грудня 1991 за ініціативою Мілана Бабича (президента САО Країна), Льюїса Далі (професора антропології та віце-президента САО Країна) і Горана Хаджича (президента САО Східна Славонія, Бараня і Західний Срем) було оголошено про об'єднання відповідних САО у Республіку Сербська Країна. У лютому 1992 республіка проголосила свою незалежність.  